# Galina Nikolowa (Leichtathletin)
Galina Nikolowa (bulgarisch Галина Николова, englisch Galina Nikolova; * 22. Januar 1994) ist eine bulgarische Leichtathletin, die im Hochsprung und auch im Sprint an den Start geht.

## Sportliche Laufbahn
Erste internationale Erfahrungen sammelte Galina Nikolowa im Jahr 2010, als sie bei den Olympischen Jugendspielen in Singapur mit übersprungenen 1,79 m den vierten Platz belegte. Im Jahr darauf belegte sie bei den Jugendweltmeisterschaften nahe Lille in 11,68 s den vierten Platz im 100-Meter-Lauf und auch über 200 Meter erreichte sie nach 23,64 s Rang vier. Kurz zuvor siegte sie bei den Balkan-Meisterschaften in Sliwen in 44,49 s mit der bulgarischen 4-mal-100-Meter-Staffel. Daraufhin schied sie bei den Junioreneuropameisterschaften in Tallinn mit 12,28 s über 100 Meter in der ersten Runde aus. 2013 schied sie bei den Junioreneuropameisterschaften in Rieti mit 12,16 s im Halbfinale über 100 Meter aus und siegte kurz darauf bei den Balkan-Meisterschaften in Stara Sagora in 11,99 s im B-Finale und in 45,41 s auch in der 4-mal-100-Meter-Staffel. 2014 siegte sie bei den Balkan-Hallenmeisterschaften in Istanbul in 7,77 s im B-Finale über 60 Meter und 2016 belegte sie bei den Hallenmeisterschaften mit einer Höhe von 1,75 m den siebten Platz im Hochsprung. 2023 gelangte sie bei den Balkan-Meisterschaften in Kraljevo mit 6,10 m auf den sechsten Platz im Weitsprung und im Jahr darauf belegte sie bei den Balkan-Hallenmeisterschaften in Istanbul mit 6,04 m den siebten Platz. 2025 wurde sie bei den Balkan-Hallenmeisterschaften in Belgrad mit 12,84 m Zehnte im Dreisprung.
2015 und 2020 wurde Nikolowa bulgarische Meisterin im Hochsprung im Freien sowie 2016, 2020 und 2021 auch in der Halle.

## Persönliche Bestleistungen
- 100 Meter: 11,65 s (+1,7 m/s), 6. Juli 2011 in Lille
  - 60 Meter (Halle): 7,49 s, 4. Februar 2023 in Sofia
- Hochsprung: 1,79 m, 22. August 2010 in Singapur
- Weitsprung: 6,34 m, 13. Juli 2024 in Plowdiw
- Dreisprung: 13,30 m, 1. Februar 2025 in Sofia